# 西藏单侧花
西藏单侧花（学名：Orthilia obtusata var. xizangensis）为鹿蹄草科单侧花属下的一个变种。